# Майссель, Эрнст
Даниэль Фридрих Эрнст Майссель (нем. Daniel Friedrich Ernst Meissel, 31 июля 1826 года, Эберсвальде, Бранденбург — 11 марта 1895 года, Киль, Германская империя) — немецкий астроном и математик.

## Жизнь
Майссель посещал гимназию Фридриха Вильгельма в Берлине и после её окончания в 1847 году поступил в Берлинский университет имени Гумбольдта, где математику в то время преподавали Карл Густав Якоби и Петер Густав Лежён Дирихле. 
В 1850 году в Галле защитил докторскую диссертацию (лат. «De serie quaedam Jacobiana»), и в дальнейшем сдал государственный экзамен на специальность преподавателя. 
С 1852 года работал преподавателем в Берлинской горной академии, а также в Берлинской академии архитектуры. В том же году назначен директором Королевского земского ремесленного училища в Изерлоне. 
В 1871 году назначен директором реального училища города Киль, в должности которого оставался до конца своей научной карьеры.
В годы работы в Киле был постоянным членом немецкого «Общества поддержки воздухоплавания». 

## Труды
Майссель проводил исследования в области теории чисел, математического анализа (дифференциальные уравнения, асимптотические события, тета-функции, эллиптические функции, функции Бесселя), сферической тригонометрии, а также изучал прикладные вопросы гидродинамики, проблемы трех тел в небесной механике и преломление света в атмосфере. 
Получил известность благодаря серии статьей 1870—1885 годов, в которых был описан и применен на практике разработанный им комбинаторный метод вычисления значения функции распределения простых чисел {\displaystyle \pi (x)}. Майссель, который обладал развитым навыком проводить точные расчеты и работать со сложными уравнениями, вычислил значения функции {\displaystyle \pi (x)} для {\displaystyle x=10^{7},10^{8},10^{9}}. 
Его алгоритм впоследствии был доработан и упрощен Лемером, который подтвердил точность вычислений Майсселя (проводившего их во времена до изобретения компьютера): при {\displaystyle x=10^{9}} полученное Майсселем значение 50 847 478 отличается от точного значения всего на 56 в меньшую сторону. 
В 1985 году Lagarias, Miller и Odlyzko путем применения метода решета аналитической теории чисел значительно повысили эффективность метода Майсселя , а позднее алгоритм был ещё раз доработан другими авторами с привлечением дополнительных методов аналитической теории чисел.

## Проект полета к Северному полюсу
В 1866 году Майссель опубликовал свой проект полета к Северному полюсу на двухкамерном воздушном шаре (розьере), который, в отличие от уже известных к тому времени проектов современников, имел в своей основе серьезные математические расчеты.    
Основываясь на движении воздушных потоков, Майссель выбрал оптимальную конструкцию с одним шаром сверху, заполненным газом легче воздуха, для создания подъемной силы, и вторым шаром снизу, заполненным горячим воздухом. Нижний шар позволял расширить возможности управления летательным аппаратом за счет вертикального маневрирования.   
Необходимый объем верхнего шара был оценен Майсселем в 22 500 м³, нижнего — в 3 750 м³. Потери газа в верхнем шаре должны были компенсироваться за счёт прикрепленных в нижней части железных цилиндров с жидким аммиаком. Подогрев воздуха в нижнем шаре осуществлялся с помощью керосиновой горелки.   
По расчетам Майсселя, при движении со скоростью 450 километров в сутки команда из 12 взрослых мужчин, вылетев из Санкт-Петербурга, достигла бы Северного полюса через семь с половиной дней. Всего же весь перелет занял бы 24 дня, с предусмотренным запасом продовольствия на 40 дней.   